# Ейктюрнір

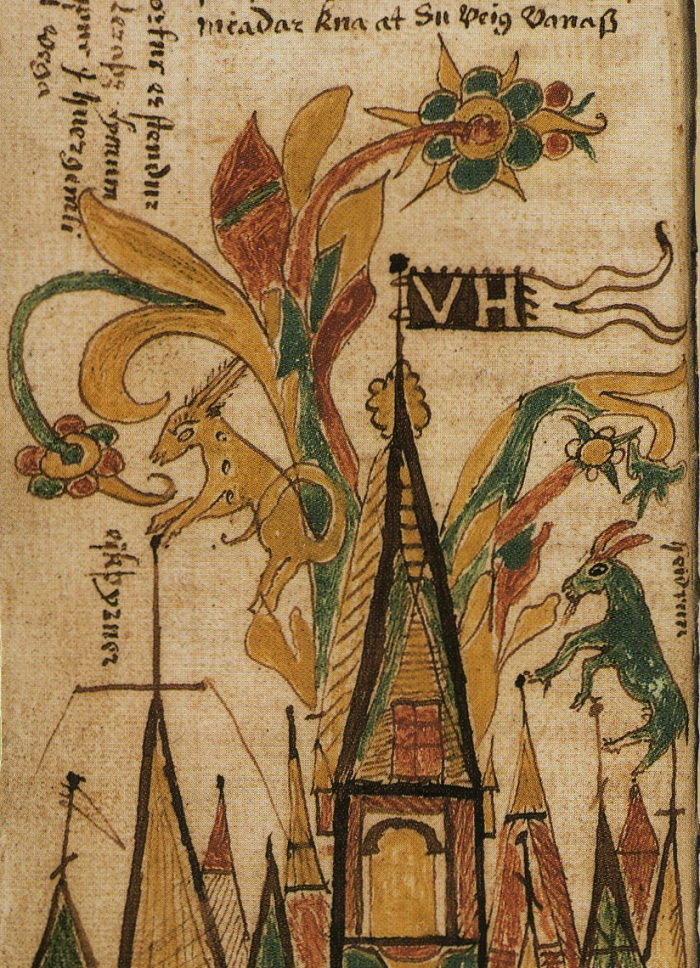
Ейктюрнір та Гейдрун (зображення 17 століття з ісландського манускрипту)

Ейктюрнір («з дубовими кінчиками ріг») — олень, який щипає листя дерева Лерад (за іншими джерелами Іггдрасілю), стоячи на даху Вальгалли. Волога з його рогів стікає в джерело Гверґельмір («киплячий казан»), що у Ніфльгеймі. Звідти бере початок річка, частина якої повертається в Асгард, а частина до світу людей, звідки повертається  у Гельгейм.
Окрім Ейктюрніра на даху Вальгалли також стоїть коза Гейдрун, яка поїдає гілки дерева Лерад.

## Етимологія
Назва Ейкюрнір, давньоскандинавською Eikþyrnir походить від двох слів: eik — дуб, велике дерево, та þorn — шипи, терен, ріг. Отже, поєднання цих слів утворює слово Ейхдорн, що перекладається як терновий дуб або дубовидний ріг. В українському перекладі вживається як «з дубовими кінчиками рогів» або «дуборогий».

## Промови Грімніра
У Старшій Едді сказано:
| Нормалізований текст         | Переклад В. Кривоноса |
| ---------------------------- | --------------------- |
| Eikþyrnir heitir hiörtr,     | Олень Ейктюрнір       |
| er stendr á höllo Heriaföðrs | стоïть на даху,       |
| ok bítr af Læraðs limom;     | Лерадове листя скубе; |
| en af hans hornom            | роги роняють          |
| drýpr i Hvergelmi,           | краплі у Хвергельм    |
| þaðan eigo vötn öll vega:    | ріки такі напувають:  |

Далі йде перелік 36 річок, які наповнюють вологою роги Ейктюрніра.
Олень — священна тварина, зв'язана з світовим деревом зустрічається в інших міфологіях усього світу. Це відбувається не тільки тому, що олень поїдає листя, але й тому, що його роги нагадують гілки. Як вважає В. Петрухін, рогам Ейктюрніра приписували дубові кінчики недаремно. Можливо, в германо-скандинавській давній міфології олень Ейкюрнір сам був світовим деревом, адже його роги дають початок усім світовим водам. В пізній ісландській «Пісні про Сонце», створеній вже з приходом християнства, але з язичницькими традиціями скальдичної поезії, сказано про сонячного оленя, ноги якого стояли на землі, а роги торкалися сонця.
Олені мали чимале значення у германо-скандинавській міфології. Саме ця тварина уособлювала світ, віссю якого було світове дерево. Вершина Іггдрасілю сягала неба, а біля підніжжя стояли олені.

## Молодша Едда
У Молодшій Едді Сторрі Стурлусона також згадується Ейктюрнір. Високий, себто Одін, згадує його у Видіннях Гюльві («Про пиття ейнгеріїв»):
Тоді промовив Ганглері: «Так, чимало їм користі від такої кози! Чудовим повинно бути дерево, з якого вона щипає листя!»
Тоді мовив Високий: «Треба ще розповісти і про оленя Ейктюрніра. Він стоїть на Вальгаллі і об'їдає гілки того дерева, а з рогів його капає стільки вологи, що стікає вона вниз в потік Киплячий Котел, і беруть звідти початок річки: Сід, Від, Сьокін, Ейкін, Свьоль, Гуннтро, Фьйорм, Фімбультуль, Гіпуль , Гьопуль, Гьомуль, Гейрвімуль. Вони протікають через поселення асів. Інші річки називаються: Тюн, Він, Тьолль, Хьолль, Град, Гуннтраін, Нют, Ньот, Ньонн, Хрьонн, Віна, Вегсвінн, Тьоднума»

## Ейктюрнір у поп-культурі
Назву Ейктюрнір носить гурт із Сполучених Штатів (Чикаго), що виконує прогресив фолк-метал.